# Relations entre le Bangladesh et la Côte d'Ivoire
Les relations entre le Bangladesh et la Côte d'Ivoire désignent les relations bilatérales de la république populaire du Bangladesh et de la république de Côte d'Ivoire. 

## Visite de Mohamed Mijarul Quayes
L'ancien ministre des affaires étrangères du Bangladesh, Mohamed Mijarul Quayes (en), a effectué une visite officielle à Abidjan en 2010. Le Bangladesh prévoit d'ouvrir un nouveau front dans la production et le commerce agricoles dans les pays d'Afrique de l'Ouest, qui disposent de vastes terres fertiles et en jachère et importent presque toutes les marchandises. Mijarul Quayes a dirigé une mission d'enquête de cinq membres dans quatre pays d'Afrique de l'Ouest — le Ghana, la Côte d'Ivoire, le Liberia et le Sénégal — du 24 août au 2 septembre 2010. 

## Contributions des gardiens de la paix du Bangladesh
Les soldats de la paix bangladais servent en Côte d'Ivoire depuis 2004 dans le cadre de l'opération des Nations unies en Côte d'Ivoire et sont le plus grand contributeur à la mission. Le contigent bangladais fournit des services de sécurité et une aide médicale. En 2008 et 2013, les gardiens de la paix ont reçu la médaille des Missions des Nations unies,. En 2010, le général de division Abdul Hafiz de l'armée du Bangladesh a été nommé commandant de la force de la mission des Nations unies en Côte d'Ivoire. L'armée de l'air du Bangladesh a également fourni des troupes à la mission et, en 2014, 104 personnes et trois hélicoptères Bell-212 sont stationnés en Côte d'Ivoire.

## Coopération agricole
La Côte d'Ivoire a été identifiée comme l'un des pays d'Afrique de l'Ouest qui pourrait offrir aux entreprises bangladaises la possibilité de louer des terres cultivables inutilisées dans le cadre de programmes de sécurité alimentaire. Les entreprises de Côte d'Ivoire ont également exprimé leur intérêt pour la mise en œuvre de technologies agricoles bangladaises,.

## Coopération économique
Les investisseurs bangladais ont exprimé leur intérêt pour l'établissement d'industries de transformation des fruits en Côte d'Ivoire. Les médicaments et les vêtements confectionnés par le Bangladesh ont été identifiés comme des produits ayant une demande importante en Côte d'Ivoire. 
Les exportations de coton de la Côte d'Ivoire vers le Bangladesh se sont élevées à 120,17 millions de dollars US en 2019, selon la base de données COMTRADE des Nations unies sur le commerce international. Le textile et les vêtements occupent la première place des exportations bangladaises vers le pays africain en 2015, tout comme dans les transactions en sens inverse.